# Abraham Mozes Reens
Abraham Mozes Reens, genannt Bram Reens (* 16. September 1870 in Hoorn; † 6. September 1930 in Amsterdam), war ein niederländischer Zeitschriftenherausgeber, Organisator, Autor und Propagandist für den revolutionären Sozialismus und Anarchismus in den Niederlanden.

## Leben
Abraham M. Reens kam als 16-Jähriger nach Amsterdam und machte eine Lehre als Diamantbearbeiter beziehungsweise Diamantspalter (diamantsplijter). Um 1890 wurde er Mitglied vom Sociaal-Democratische Bond („Sozialdemokratischer Bund“, auch: „Sozialdemokratische Partei“, SDB). Die SDB war am Beginn eine revolutionar-sozialistische Partei die 1893 verboten wurde ihren Namen änderte in Socialistenbond. Nach 1893 führte die Partei einen antiparlamentarischen und anarchistischen Kurs ein unter der Leitung von F.D. Nieuwenhuis.
Reens gehörte zu den Personen, die jüdische sozialistische und anarchistischen Ideen vertraten, sie bekamen allgemein den Namen rode Dominee („roter Pfarrer“).
1892 gründete er zusammen mit W. Speelman einen „Propagandaclub“ mit dem Namen ’t Centrum (etwa: „Das Zentrum“). Sie verbreiteten hauptsächlich sozialistisches Gedankengut unter dem noch sehr regierungstreuen jüdischen Proletariat in Amsterdam. Der Propagandaclub richtete sich darauf, die kirchlichen Autoritäten zu provozieren. Das provozierende Vorgehen war direkter als die Arbeitsweise der jüdischen Sozialisten Henri Polak (1868–1943), Adolf Samson de Levita (1868–1934) und Joseph Loopuit (1864–1923). H. Polak, Gewerkschaftsführer und sozialdemokratischer Politiker, wollte, dass sich die Diamantschleifer zu klassenbewussten Sozialisten mit Interesse für Kunst und Wissenschaft entwickeln. A.S. de Levita war Mitglied der SDB, Mitgründer der niederländischen Abteilung von Poale Zion, einer marxistisch-zionistischen Bewegung. J. Loopuit entwickelte sich Ende der 1880er Jahre von einem radikalen Liberalen zum Marxist. Er lehnte revolutionäre Gewalt ab. 1915 stellte er sich auf die Seite der „liberalen Sozialisten“.
Reens eröffnete ein Café in Amsterdam und gab 1893 die Zeitschrift Ons Blad (wörtlich: „Unser Blatt“, sinngemäß: „Unsere Zeitschrift“) heraus, ein sozialistisches Organ für die Israeliten („socialistisch orgaan voor de Israelieten“). Die in der Zeitschrift veröffentlichten Anspielungen (schimpscheuten) auf das christliche Fürstenhaus und die  orthodoxen Juden waren für den Rabbiner H. J. Dünner Grund genug, die Sozialisten zu verurteilen. Dies war der Anlass für Simon Reens, ein Neffe von A. M. Reens, eine Gruppe zu gründen, den Bond van Oranje. Dieser Verein versuchte mit einer Schlägertruppe (knokploeg) die Verbreitung der Zeitschrift Ons Blad in der Jodenbuurt zu verhindern.
1894 gründete Reens die anti-belastingvereniging („Antisteuer-Vereinigung“) mit ihrer eigenen Zeitschrift Opstand („Aufstand“). Innerhalb des SDB kam es zwischen den revolutionären und den parlamentarisch gesinnten Anhängern zu Konflikten, wobei die sozialistischen Juden weniger Interesse am Propagandaclub ’t Centrum zeigten. Reens, Anhänger von F.D. Nieuwenhuis, trat aus der Partei Socialistenbond (Nachfolger von „Sociaal-Demokratischer Bond“, SDB) aus und verblieb von 1898 bis 1899 in London. Zu dieser Zeit arbeitete er als Korrespondent für die Zeitschrift De Vrije Socialist. Nachdem Reens in die Niederlande zurückgekehrt war, eröffnete er erneut ein Café. Zudem wurde er bis 1903 Vorsitzender der Organisation Gemeenschappelijk Grondbezit (GGB). Die GGB strebte danach, dass jeder die Möglichkeit bekommen sollte, eine Genossenschaft zu gründen. Der Autor Salvador Bloemgarten nannte Reens „einen vergessenen Rebell“.
Zusammen mit P. Boorsma gründete er einen Verein um F. D. Nieuwenhuis finanziell zu unterstützen. Reens veröffentlichte auch unter dem Pseudonym Otto van Meurs.
Abraham Mozes Reens war seit 1894 verheiratet mit Geertje Feenstra.

## Veröffentlichungen (Auswahl)
- Ik beweer ....: (de levenservaring van een rebel). Uitgeverij Ehrenfeldt, 1915
- Ghetto-Ghijntjes. Uitgeverij Boon, 1905
- ’n Nieuwe kruissprook. Amsterdam 1902

## Weiterführende Literatur
- Salvador Bloemgarten: Abraham Mozes Reens: een vergeten rebel. In: Levend Joods Geloof, August 1975, S. 29–30
- S. Bloemgarten: De vlegeljaren van de amsterdamse joodse socialisten: 1890–1894. In: 78e Jaarboek van het Genootschap Amstelodamum, 1986. S. 135 bis 176